# Miloš Mijić
Miloš Mijić (Kirin Serbia: Милош Мијић; sinh ngày 22 tháng 11 năm 1989) là một tiền vệ bóng đá Serbia thi đấu cho Sloboda Tuzla.